# Yanina Wickmayer
Yanina Wickmayer (Lier, 20 oktober 1989) is een tennisspeelster uit België. Wickmayer begon met tennis toen zij negen jaar oud was. Haar favoriete ondergrond is gravel. Zij speelt rechtshandig en heeft een tweehandige backhand. Zij is actief in het internationale tennis sinds 2004.
In de periode 2007-2023 maakte Wickmayer deel uit van het Belgische Fed Cup-team – zij behaalde daar een winst-verliesbalans van 26–14.

## Loopbaan

### 2006
In 2006 stond Wickmayer voor het eerst in de top 500 van het vrouwentennis, onder meer dankzij haar ITF-titels in Koksijde, Florianópolis en Córdoba, alle drie $ 10.000-toernooien.

### 2007
In april 2007 werd zij op zeventienjarige leeftijd voor het eerst geselecteerd voor de Fed Cup. België moest het opnemen tegen de Verenigde Staten, maar Wickmayer verloor met 1-6 en 2-6 van Venus Williams. Zij werd ook geselecteerd voor de play-offs voor de Wereldgroep tegen China. Zij won haar eerste wedstrijd tegen Yan Zi met 7-5 en 7-6. Het was haar eerste overwinning tegen een speelster uit de top 200.
Later die maand won Wickmayer in Les Contamines voor het eerst een ITF-toernooi dat gedoteerd was met $ 25.000. Zij versloeg hier opnieuw een speelster uit de top 200, eerste reekshoofd Sandra Záhlavová. Op weg naar de titel won Wickmayer ook nog van het derde, het vierde en het vijfde reekshoofd.
Zij sloot haar seizoen met succes af met een aantal toernooien in Azië. In oktober won zij in Hamanameer haar tweede $ 25.000-toernooi. Dankzij deze overwinning kwam Wickmayer de top 300 binnen. In Taizhou ($ 25.000) won zij haar derde toernooi van het seizoen. Ook in Kunming won zij: haar vierde toernooizege van het seizoen en haar eerste op een $ 50.000-toernooi. Dankzij deze twee overwinningen kwam Wickmayer de top 200 binnen. Zij eindigde het seizoen als tweede Belgische (na Justine Henin) op de 170e plaats van de WTA-ranglijst. Haar seizoen werd door de Vlaamse Tennisvereniging bekroond met de prijzen voor 'belofte van het jaar' en 'tennisprestatie van het jaar'. Voor die tweede prijs waren onder meer ook Kim Clijsters, Xavier Malisse en Caroline Maes genomineerd.

### 2008
In april versloeg zij in de Fed Cup-ontmoeting tegen Oekraïne voor het eerst een top 50-speelster, toen zij in twee sets won van Kateryna Bondarenko (WTA-43). Op de tweede speeldag versloeg zij ook haar zus Aljona Bondarenko (WTA-22).
Tijdens het WTA-toernooi van Antwerpen (Proximus Diamond Games) versloeg zij in de eerste ronde Peng Shuai. In de tweede ronde verloor zij van Daniela Hantuchová.
Toen op 16 mei 2008 Justine Henin haar afscheid aankondigde, werd Wickmayer beste Belgische op de WTA-ranglijst. Zij behaalde voor de eerste keer de hoofdtabel van een grandslamtoernooi als kwalificante op Roland Garros. In de eerste ronde verloor zij van Akgul Amanmuradova.
In juni kreeg Wickmayer grote internationale interesse door de finale te bereiken van het WTA-toernooi in Birmingham ($ 200000, gras). Zij versloeg onder meer Casey Dellacqua (WTA-41) en Michaëlla Krajicek (WTA-53), maar verloor in de finale van Kateryna Bondarenko met 67-7, 6-3 en 64-7. Dankzij deze prestatie steeg zij op de WTA-ranglijst tot nummer 66. Op Wimbledon werd Wickmayer voor de eerste keer meteen geplaatst voor de hoofdtabel van een grandslamtoernooi. In de eerste ronde moest zij echter haar meerdere erkennen in Japanse veterane Ai Sugiyama.
Na Wimbledon speelde Wickmayer drie Tier IV-toernooien waarin zij telkens nipt verloor in de eerste ronde.
Op het ITF-toernooi in het Mexicaanse Monterrey stootte Wickmayer door tot de kwartfinale. Hierin moest zij nipt de duimen leggen voor Magdaléna Rybáriková in drie sets.
Op het US Open verloor zij in de eerste ronde van de als 28e geplaatste Katarina Srebotnik in drie sets: 6-3, 0-6 en 3-6.
Na het US Open speelde Wickmayer een reeks WTA-toernooien in Azië. In het Chinese Guangzhou (Tier III) verloor zij meteen van Arantxa Rus. Het Tier IV-toernooi in Seoel bleek haar beter te liggen. In de eerste ronde won zij van Magdaléna Rybáriková en in de tweede ronde versloeg zij de als achtste geplaatste Chan Yung-jan. In de kwartfinale won zij nog de eerste set van de als derde geplaatste Kaia Kanepi, maar moest daarna haar meerdere erkennen in de Estische.
Wickmayer sloot het seizoen af op de 69e plaats op de wereldranglijst.
Na het speelseizoen veranderde Wickmayer van coach. Zij ging onder meer samenwerken met Carlos Rodríguez, de ex-coach van voormalig nummer één Justine Henin. Deze moest haar in 2009 naar de top 50 loodsen.

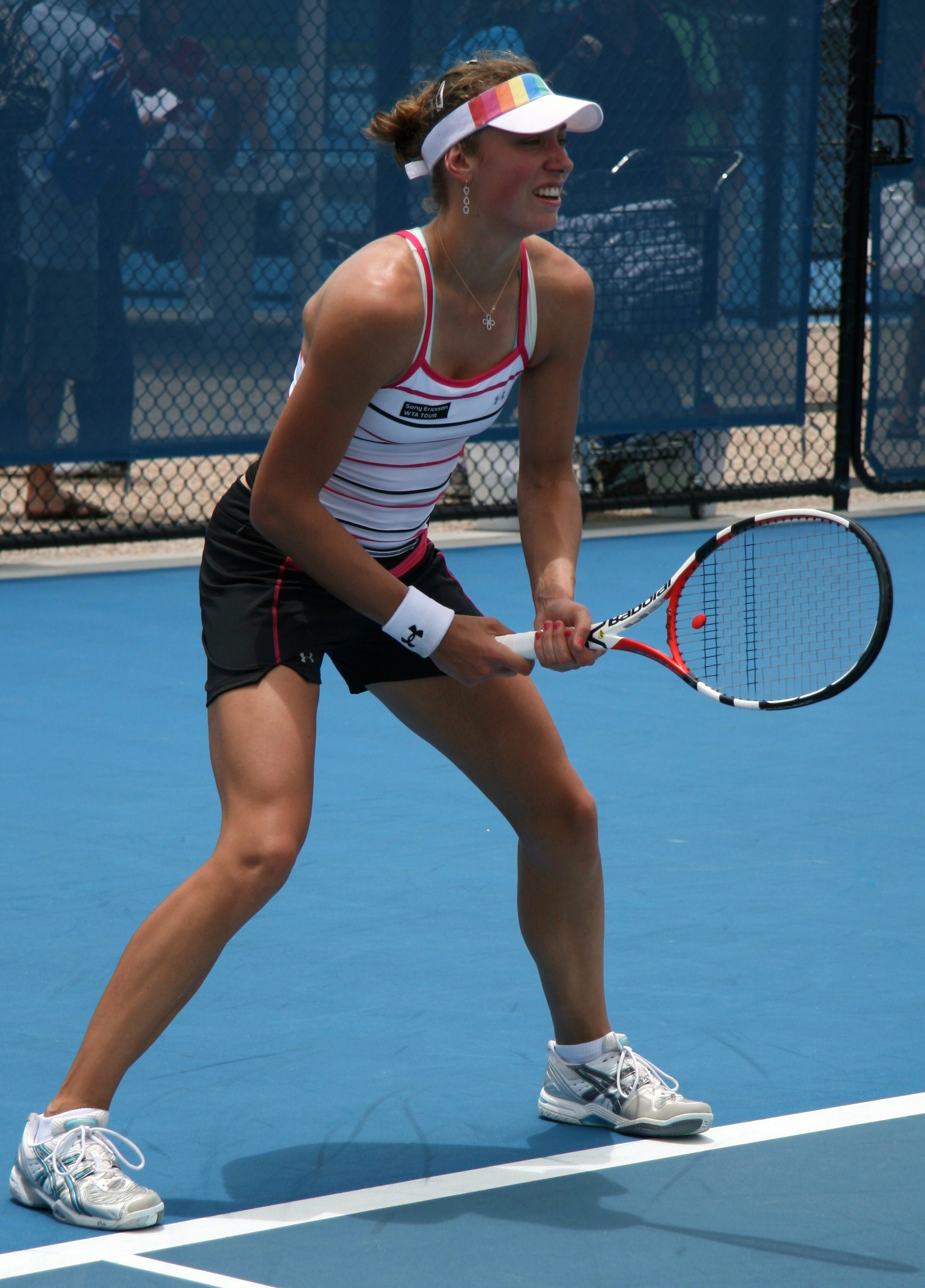
Brisbane 2009

### 2009
In de eerste maanden boekte Wickmayer weinig resultaten. In april werd coach Carlos Rodriguez ingeruild voor Ann Devries (die Wickmayer hiervoor ook al trainde). Reden hiervoor was dat Carlos niet met Yanina wou meereizen gedurende de WTA-Tour.
Tijdens de play-offs voor Wereldgroep II van de Fed Cup won Wickmayer haar beide enkelspelduels tegen Canada; ook het beslissende dubbelspel won zij aan de zijde van Kirsten Flipkens. Zo zou België ook in 2010 in Wereldgroep II spelen.
Op het WTA-toernooi van Estoril versloeg zij in de finale de Russin Jekaterina Makarova. Dit was haar eerste WTA-titel. Op Roland Garros bereikte Wickmayer voor het eerst de tweede ronde op een grandslamtoernooi. In de eerste ronde was zij in drie sets te sterk voor Urszula Radwańska. In de tweede ronde bleek Samantha Stosur iets te sterk in drie sets.
Begin juni verdedigde Wickmayer haar finaleplaats op het WTA-toernooi van Birmingham. Zij evenaarde haar prestatie van vorig jaar echter niet en verloor in de kwartfinale tegen Maria Sjarapova in drie sets met 1-6, 6-2 en 3-6. Een week later ontving zij een wildcard voor het WTA-toernooi van Rosmalen. Wickmayer bereikte zowel in het enkelspel als in het dubbelspel de finale. Zij verloor echter beide finales. In het enkelspel moest zij het loodje leggen tegen de titelverdedigster Tamarine Tanasugarn; in het dubbelspel verloor zij samen met Michaëlla Krajicek nipt van het Italiaanse duo Errani/Pennetta.
Na een voorbereidingsprogramma speelde Wickmayer op Wimbledon. Zij raakte geblesseerd en verloor in de eerste ronde van Jelena Vesnina. Het werd twee keer 6-1.
Na een maand rust begon Wickmayer haar Amerikaanse zomer op het toernooi van Los Angeles. Zij bereikte de derde ronde door achtereenvolgens Nicole Vaidišová en Jill Craybas te verslaan. In de derde ronde verloor zij van Vera Zvonarjova, na bijna drie uur wedstrijd. Een week later, op het WTA-toernooi van Cincinnati, kwalificeerde zij zich voor het hoofdtoernooi na zeges op Anastasia Rodionova en Alla Koedrjavtseva. In de eerste ronde van het hoofdtoernooi versloeg zij Francesca Schiavone in twee sets, maar in de tweede ronde kon zij Jelena Dementjeva niet verslaan. In het dubbelspel verloor zij aan de zijde van Kim Clijsters meteen in de eerste ronde.
Op het WTA-toernooi van Toronto kwam zij opnieuw door de kwalificaties na zeges op Stefanie Vögele en Sharon Fichman, maar verloor in het hoofdtoernooi van Kateryna Bondarenko. Op het WTA-toernooi van New Haven ging zij opnieuw via de kwalificaties naar de hoofdtabel. Zij won er van de hoger geplaatste Alisa Klejbanova en verloor in de tweede ronde na een lange partij en een tiebreak in de laatste set van Svetlana Koeznetsova. Door dit resultaat kwam zij in de top 50 van de WTA-ranglijst. In september bereikte zij op het US Open de halve finale, waar zij verloor van Caroline Wozniacki. Hiermee kwam Wickmayer de top 25 van de wereldranglijst binnen. Op 18 oktober won zij het WTA-toernooi van Linz. Zij versloeg Petra Kvitová in de finale met 6-3 en 6-4. Hierdoor bereikte zij plaats 20 van de WTA-ranglijst.
Op 5 november 2009 werd zij één jaar geschorst door het Vlaamse Dopingtribunaal wegens het driemaal niet correct invullen van haar whereabouts. Door die straf moest zij tijdens de B-masters in Bali forfait geven. Op 14 december werd haar schorsing ingetrokken door de rechter. Wickmayer mocht vervolgens weer spelen.

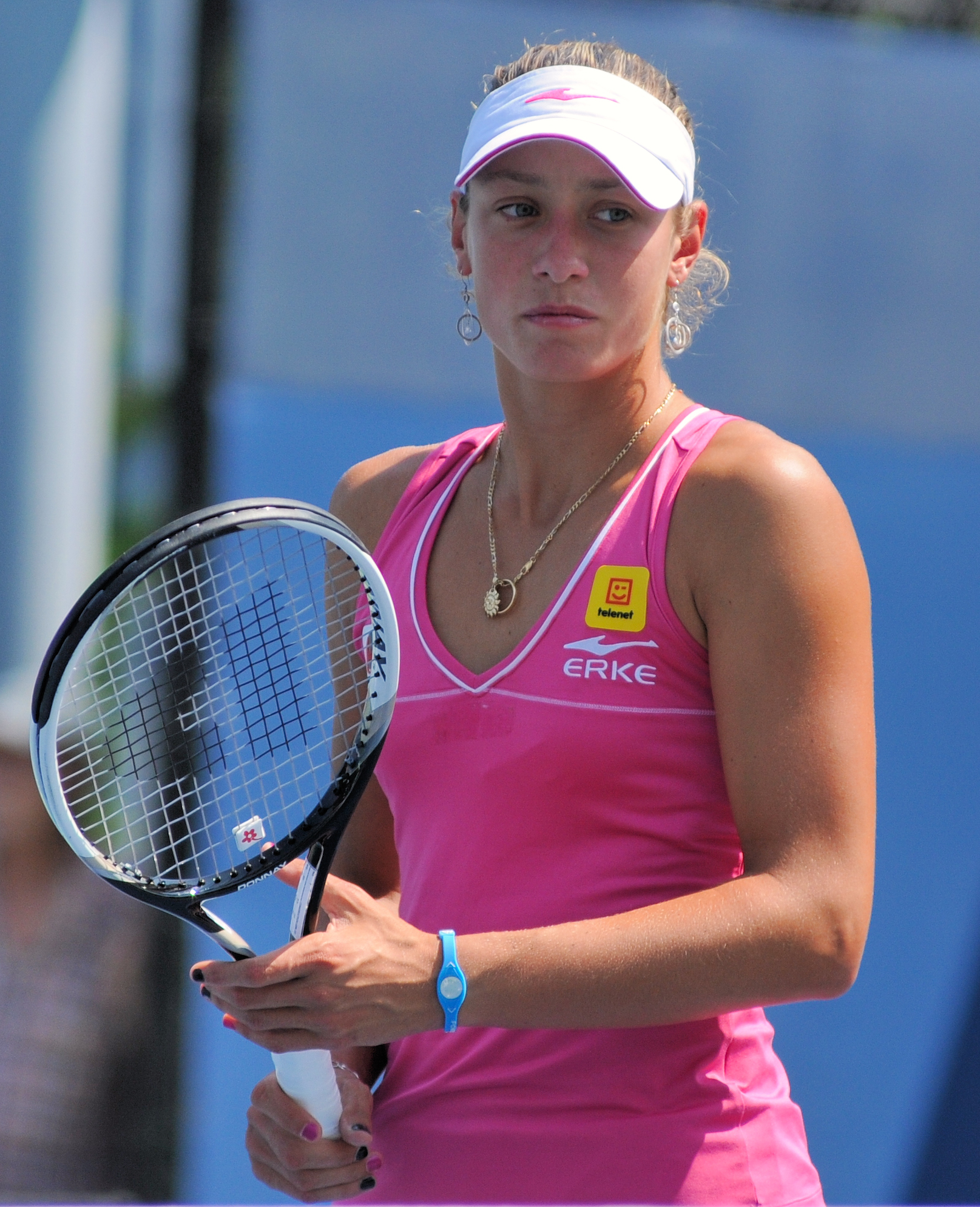
US Open 2010

### 2010
- Wickmayer opende het jaar 2010 met winst in het toernooi van Auckland. In de finale versloeg zij de nummer 12 op de wereldranglijst, Flavia Pennetta, in twee sets.
- Wegens haar schorsing eind 2009 was de uiterste inschrijfdatum voor het Australian Open verstreken. Wickmayer moest daarom starten als kwalificatiespeelster op het eerste grandslamtoernooi van het jaar. Zij doorstond de kwalificaties. In de tweede ronde wist zij het twaalfde reekshoofd Flavia Pennetta te verslaan. Uiteindelijk werd zij in de vierde ronde uitgeschakeld door Justine Henin met 7-6, 1-6 en 6-3. Door dit resultaat kwam Wickmayer op de vijftiende plaats van de wereldranglijst te staan.
- In de eerste ronde van de Fed Cup speelde België in Wereldgroep II tegen Polen. Wickmayer won haar beide enkelspelpartijen. Eerst behaalde zij de zege tegen Marta Domachowska met 4-6, 6-1 en 6-3. In haar volgende duel wist Wickmayer voor het eerst in haar carrière een speelster uit de top tien te verslaan. Zij won van de nummer negen van de wereld, Agnieszka Radwańska, met 1-6, 7-6 en 7-5. België won de ontmoeting uiteindelijk met 3-2.
- Op het toernooi van Indian Wells bereikte zij de vierde ronde, waarin zij verloor van María José Martínez Sánchez met 4-6 en 4-6. Na dit toernooi steeg Wickmayer naar de veertiende plaats van de WTA-ranglijst.
- In Miami bereikte Wickmayer de kwartfinale, die zij verloor van Marion Bartoli in twee sets. In Miami ontving Wickmayer ook de Most Improved Player Award voor de speelster die de grootste vorderingen maakte in 2009.
- In het tennistoernooi van Roland Garros bereikte Wickmayer de derde ronde die zij verloor van Daniëla Hantuchova met 5-7 en 3-6. Dit was de sterkste prestatie van Wickmayer ooit op Roland Garros.

### 2012
Wickmayer nam deel aan de Olympische spelen in Londen. Zij bereikte de tweede ronde in het enkelspel. In de eerste ronde won zij van Anabel Medina Garrigues in drie sets; de tweede ronde ging verloren aan Caroline Wozniacki, eveneens in drie sets.

### 2014
2014 was voor Wickmayer een jaar met weinig hoogtepunten. Zij opende het jaar in Nieuw-Zeeland en Australië, waar zij echter nooit verder geraakte dan de tweede ronde. Zij herpakte zich wel op het toernooi van Doha, waar zij de kwartfinale bereikte en onderweg won van Caroline Wozniacki, de voormalige nummer 1.
Ook op de volgende toernooien van het seizoen 2014 slaagde zij er niet in om verder dan de tweede ronde door te stoten. Zelfs op twee ITF-toernooien waaraan zij deelnam werd zij in de eerste ronde uitgeschakeld.
Zij won dat jaar nog wel van Samantha Stosur en een tweede maal dat seizoen van Caroline Wozniacki, beiden op dat moment top 20-speelsters, maar niettemin was 2014 een mager seizoen voor Wickmayer. Zij beëindigde het jaar op plaats 67 van de wereldranglijst.
In november liet Wickmayer weten dat een bloedonderzoek had aangetoond dat zij al maanden getroffen was door de ziekte van Lyme.

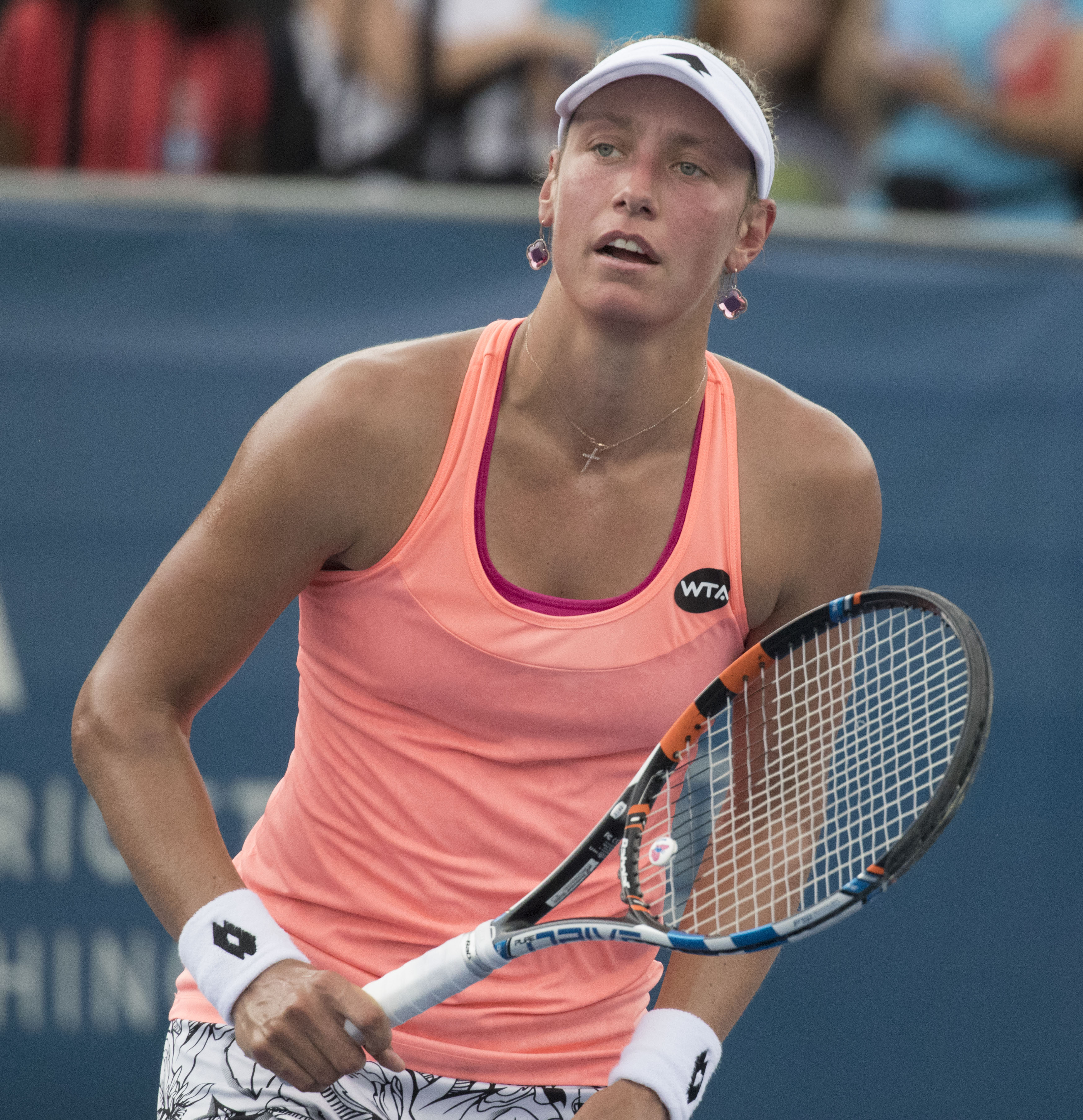
Washington 2016

### 2015
Op het toernooi van Japan won Wickmayer haar eerste WTA-titel sinds 2010. Aan het eind van het tennisseizoen won zij nog het Challenger-toernooi van Carlsbad.

### 2016
Op het toernooi van Washington won Wickmayer zowel de enkel- als de dubbelspeltitel.

### 2017
Haar beste resultaat op de WTA-toernooien is het bereiken van de halve finale op het toernooi van Guangzhou. In het dubbelspel won zij, samen met Belinda Bencic, het $100K-ITF-toernooi van Poitiers.

### 2018
In februari won ze zowel de enkel- als de dubbelspeltitel op het $25.000 ITF-toernooi van Surprise. Begin maart won Wickmayer de dubbelspeltitel op het Challengertoernooi van Indian Wells, samen met de Amerikaanse Taylor Townsend.

### 2022
Na meer dan een jaar niet te hebben gespeeld, had Wickmayer geen notering meer op de WTA-ranglijsten. Zij slaagde voor het kwalificatietoernooi van Wimbledon, waar zij in het hoofdtoernooi nog tot de tweede ronde kwam. In september won zij haar vierde dubbelspeltitel op het WTA-toernooi van Seoel, samen met Française Kristina Mladenovic. Daarmee kwam zij terug in de top 200 van het dubbelspel.

### 2025
Op 23 mei 2025 kondigde Wickmayer het einde van haar tenniscarrière aan. Zij zal nog deelnemen aan Roland Garros en Wimbledon.

## Persoonlijk
In november 2016 verscheen Wickmayers biografie Op eigen benen, na interviews op schrift gesteld door VRT-journaliste Inge Van Meensel.
Sinds 15 juli 2017 is Wickmayer getrouwd met Jérôme Vanderzijl. In april 2021 kreeg het koppel een dochter.

## Palmares
| Legenda                | Legenda                  |
| ---------------------- | ------------------------ |
| Grandslamtoernooi      |                          |
| Olympische Spelen      |                          |
| Year-End Championships |                          |
| tot 2009               | 2009 – 2020 / vanaf 2021 |
| Tier I                 | Premier Mandatory        |
| Tier II                | Premier Five / WTA 1000  |
| Tier III               | Premier / WTA 500        |
| Tier IV & V            | International / WTA 250  |
|                        | Challenger / WTA 125     |

### WTA-finaleplaatsen enkelspel
| nr.              | finale     | toernooi          | ondergrond | tegenstandster      | score         |         |
| ---------------- | ---------- | ----------------- | ---------- | ------------------- | ------------- | ------- |
| gewonnen finales |            |                   |            |                     |               |         |
| 1.               | 2009-05-09 | WTA Estoril       | gravel     | Jekaterina Makarova | 7-5, 6-2      | details |
| 2.               | 2009-10-18 | WTA Linz          | hardcourt  | Petra Kvitová       | 6-3, 6-4      | details |
| 3.               | 2010-01-09 | WTA Auckland      | hardcourt  | Flavia Pennetta     | 6-3, 6-2      | details |
| 4.               | 2015-09-20 | WTA Japan (Tokio) | hardcourt  | Magda Linette       | 4-6, 6-3, 6-3 | details |
| 5.               | 2015-11-29 | WTA Carlsbad      | hardcourt  | Nicole Gibbs        | 6-3, 7-6      | details |
| 6.               | 2016-07-24 | WTA Washington    | hardcourt  | Lauren Davis        | 6-4, 6-2      | details |
| verloren finales |            |                   |            |                     |               |         |
| 1.               | 2008-06-15 | WTA Birmingham    | gras       | Kateryna Bondarenko | 6-7, 6-3, 6-7 | details |
| 2.               | 2009-06-20 | WTA Rosmalen      | gras       | Tamarine Tanasugarn | 3-6, 5-7      | details |
| 3.               | 2011-01-08 | WTA Auckland      | hardcourt  | Gréta Arn           | 3-6, 3-6      | details |
| 4.               | 2012-01-14 | WTA Hobart        | hardcourt  | Mona Barthel        | 1-6, 2-6      | details |
| 5.               | 2012-06-17 | WTA Bad Gastein   | gravel     | Alizé Cornet        | 5-7, 6-7      | details |
| 6.               | 2013-01-05 | WTA Auckland      | hardcourt  | Agnieszka Radwańska | 4-6, 4-6      | details |
| 7.               | 2013-11-10 | WTA Taipei        | hardcourt  | Alison Van Uytvanck | 4-6, 2-6      | details |

### WTA-finaleplaatsen vrouwendubbelspel
| nr.              | finale     | toernooi              | ondergrond    | partner             | tegenstandsters                    | score             |         |
| ---------------- | ---------- | --------------------- | ------------- | ------------------- | ---------------------------------- | ----------------- | ------- |
| gewonnen finales |            |                       |               |                     |                                    |                   |         |
| 1.               | 2013-10-20 | WTA Luxemburg         | hardcourt (i) | Stephanie Vogt      | Kristina Barrois Laura Thorpe      | 7-6, 6-4          | details |
| 2.               | 2016-07-23 | WTA Washington        | hardcourt     | Monica Niculescu    | Shuko Aoyama Risa Ozaki            | 6-4, 6-3          | details |
| 3.               | 2018-03-03 | WTA Indian Wells 125K | hardcourt     | Taylor Townsend     | Jennifer Brady Vania King          | 6-4, 6-4          | details |
| 4.               | 2022-09-25 | WTA Seoel             | hardcourt     | Kristina Mladenovic | Asia Muhammad Sabrina Santamaria   | 6-3, 6-2          | details |
| 5.               | 2023-07-30 | WTA Warschau          | hardcourt     | Heather Watson      | Weronika Falkowska Katarzyna Piter | 6-4, 6-4          | details |
| verloren finales |            |                       |               |                     |                                    |                   |         |
| 1.               | 2009-06-19 | WTA Rosmalen          | gras          | Michaëlla Krajicek  | Sara Errani Flavia Pennetta        | 4-6, 7-5, [11-13] | details |
| 2.               | 2018-04-22 | WTA Zhengzhou         | hardcourt     | Naomi Broady        | Duan Yingying Wang Yafan           | 6-7, 3-6          | details |
| 3.               | 2019-01-26 | WTA Newport Beach     | hardcourt     | Taylor Townsend     | Hayley Carter Ena Shibahara        | 3-6, 6-7          | details |
| 4.               | 2019-03-02 | WTA Indian Wells 125K | hardcourt     | Taylor Townsend     | Kristýna Plíšková Jevgenia Rodina  | 6-7, 4-6          | details |
| 5.               | 2019-09-15 | WTA Zhengzhou         | hardcourt     | Tamara Zidanšek     | Nicole Melichar Květa Peschke      | 1-6, 6-7          | details |

### Gewonnen ITF-toernooien enkelspel
| nr. | finale     | toernooi             | ondergrond | tegenstandster in finale | score               | dotatie   |
| --- | ---------- | -------------------- | ---------- | ------------------------ | ------------------- | --------- |
| 1.  | 2006-08-20 | Koksijde             | gravel     | Kristina Steiert         | 6-4, 6-1            | $ 10.000  |
| 2.  | 2006-11-19 | Florianópolis        | gravel     | Estefanía Craciún        | 6-1, 6-0            | $ 10.000  |
| 3.  | 2006-11-26 | Córdoba              | gravel     | Teliana Pereira          | 6-1, 6-7, 6-0       | $ 10.000  |
| 4.  | 2007-07-29 | Les Contamines       | hardcourt  | Julie Coin               | 6-2, 7-6            | $ 25.000  |
| 5.  | 2007-10-28 | Hamanameer           | tapijt     | Junri Namigata           | 4-6, 6-4, 6-2       | $ 25.000  |
| 6.  | 2007-11-11 | Taizhou              | hardcourt  | Han Xinyun               | 6-4, 6-2            | $ 25.000  |
| 7.  | 2007-11-18 | Kunming              | hardcourt  | Urszula Radwańska        | 7-5, 6-4            | $ 50.000  |
| 8.  | 2008-05-11 | Indian Harbour Beach | gravel     | Bethanie Mattek          | 6-4, 7-6            | $ 50.000  |
| 9.  | 2009-02-22 | Surprise             | hardcourt  | Joelija Vakoelenko       | 6-7, 6-3, 4-3, opg. | $ 25.000  |
| 10. | 2010-10-17 | Torhout              | hardcourt  | Simona Halep             | 6-3, 6-2            | $ 100.000 |
| 11. | 2018-02-18 | Surprise             | hardcourt  | Ana Sofía Sánchez        | 3-6, 6-3, 6-4       | $ 25.000  |
|     |            |                      |            |                          |                     |           |
| 12. | 2023-01-15 | Tallinn              | hardcourt  | Lina Gjorcheska          | 6-1, 2-0, opg.      | $ 40.000  |
| 13. | 2023-05-14 | Trnava               | gravel     | Greet Minnen             | 6-0, 6-3            | $ 100.000 |
| 14. | 2023-06-11 | Surbiton             | gras       | Katie Swan               | 2-6, 6-4, 7-6       | $ 100.000 |

### Gewonnen ITF-toernooien dubbelspel
| nr. | finale     | toernooi            | ondergrond    | partner                     | tegenstandsters in finale              | score            | dotatie   |
| --- | ---------- | ------------------- | ------------- | --------------------------- | -------------------------------------- | ---------------- | --------- |
| 1.  | 2006-11-11 | Itajaí              | gravel        | Teliana Pereira             | Fernanda Hermenegildo Monika Kochanová | 6-3, 6-3         | $ 10.000  |
| 2.  | 2006-11-26 | Córdoba             | gravel        | Teliana Pereira             | Florencia Molinero Verónica Spiegel    | 7-5, 6-4         | $ 10.000  |
| 3.  | 2007-05-18 | Trivandrum          | gravel        | Lauren Albanese             | Nicole Clerico Ágnes Szatmári          | 3-6, 7-5, 6-0    | $ 10.000  |
| 4.  | 2007-07-08 | Stuttgart-Vaihingen | gravel        | Katsjarina Dzehalevitsj     | Darija Jurak Carmen Klaschka           | 6-3, 6-2         | $ 25.000  |
| 5.  | 2007-07-28 | Les Contamines      | hardcourt     | Anastasija Pavljoetsjenkova | Petra Cetkovská Sandra Záhlavová       | walk-over        | $ 25.000  |
| 6.  | 2007-11-18 | Kunming             | hardcourt     | Urszula Radwańska           | Han Xinyun Xu Yifan                    | 6-4, 6-1         | $ 50.000  |
| 7.  | 2008-04-06 | Torhout             | hardcourt     | Anastasija Pavljoetsjenkova | Stéphanie Cohen-Aloro Selima Sfar      | 6-4, 4-6, [10-8] | $ 75.000  |
| 8.  | 2009-04-10 | Torhout             | hardcourt     | Michaëlla Krajicek          | Julia Görges Sandra Klemenschits       | 6-4, 6-0         | $ 100.000 |
| 9.  | 2017-10-28 | Poitiers            | hardcourt     | Belinda Bencic              | Mihaela Buzărnescu Nicola Geuer        | 7-6, 6-3         | $ 100.000 |
| 10. | 2018-02-18 | Surprise            | hardcourt     | Misaki Doi                  | Jacqueline Cako Caitlin Whoriskey      | 2-6, 6-3, [10-8] | $ 25.000  |
| 11. | 2019-02-17 | Shrewsbury          | hardcourt (i) | Arina Rodionova             | Freya Christie Valerija Savinych       | 6-2, 7-5         | $ 60.000  |
| 12. | 2019-05-05 | Wiesbaden           | gravel        | Anna Blinkova               | Jaimee Fourlis Kathinka von Deichmann  | 6-3, 4-6, [10-3] | $ 60.000  |
|     |            |                     |               |                             |                                        |                  |           |
| 13. | 2023-02-05 | Porto               | hardcourt (i) | Céline Naef                 | Alice Robbe Tara Würth                 | 6-1, 6-4         | $ 40.000  |
| 14. | 2023-02-19 | Altenkirchen        | tapijt (i)    | Greet Minnen                | Freya Christie Ali Collins             | 6-1, 6-3         | $ 60.000  |
| 15. | 2023-03-05 | Trnava              | hardcourt (i) | Greet Minnen                | Sapfo Sakellaridi Radka Zelníčková     | 6-4, 6-4         | $ 60.000  |
| 16. | 2023-04-02 | Croissy-Beaubourg   | hardcourt (i) | Greet Minnen                | Jodie Burrage Berfu Cengiz             | 6-4, 6-4         | $ 60.000  |
| 17. | 2023-06-11 | Surbiton            | gras          | Sophie Chang                | Alicia Barnett Olivia Nicholls         | 6-4, 6-1         | $ 100.000 |

### Gewonnen juniortoernooien enkelspel
| nr. | finale     | toernooi                   | ondergrond | tegenstandster in finale     | score         | graad |
| --- | ---------- | -------------------------- | ---------- | ---------------------------- | ------------- | ----- |
| 1.  | 2006-02-12 | Condor de Plata Tournament | gravel     | María Fernanda Álvarez Terán | 6-3, 4-6, 7-6 | 2     |

### Gewonnen juniortoernooien dubbelspel
| nr. | finale     | toernooi                                   | ondergrond | partner             | tegenstandsters in finale                        | score         | graad |
| --- | ---------- | ------------------------------------------ | ---------- | ------------------- | ------------------------------------------------ | ------------- | ----- |
| 1.  | 2003-08-30 | Tournoi International Jr. Clermont-Ferrand | gravel     | Tatiana Cutrona     | Alice Bellicha Alexandra Gwizdowsi               | 6-4, 7-5      | 4     |
| 2.  | 2004-01-31 | Indian ITF Jr. Tournament (Calcutta)       | gravel     | Pichittra Thongdach | Vandana Murali Madura Ranganathan                | 6-3, 6-4      | 3     |
| 2.  | 2004-02-14 | Indian ITF Jr. Tournament (Chandigarh)     | hardcourt  | Pichittra Thongdach | Yana Nemerovski Yun-Yoon Shin                    | 6-3, 6-1      | 3     |
| 3.  | 2004-03-02 | Oslo Open                                  | tapijt     | Caroline Wozniacki  | Sabrina Allaut Antonia Fohse                     | 1-6, 6-3, 6-4 | 4     |
| 4.  | 2005-02-12 | Indian ITF Jr. Tournament (Chandigarh)     | hardcourt  | Goele Lemmens       | Sandhya Nagaraj Madura Ranganathan               | 6-0, 1-6, 7-5 | 3     |
| 5.  | 2006-02-05 | Inka Bowl                                  | gravel     | Teliana Pereira     | María Fernanda Álvarez Terán Mariana Muci-Torres | 6-0, 6-0      | 2     |

## Resultaten grote toernooien
| Legenda | Legenda                          |
| ------- | -------------------------------- |
| g.t.    | geen toernooi gehouden           |
| l.c.    | lagere categorie                 |
| –       | niet deelgenomen                 |
| G       | uitgeschakeld in de groepsfase   |
| 1R      | uitgeschakeld in de eerste ronde |
| 2R      | uitgeschakeld in de tweede ronde |
| 3R      | uitgeschakeld in de derde ronde  |
| 4R      | uitgeschakeld in de vierde ronde |
| KF      | uitgeschakeld in de kwartfinale  |
| HF      | uitgeschakeld in de halve finale |
| F       | de finale verloren               |
| W       | het toernooi gewonnen            |
| w-v     | winst/verlies-balans             |

### Enkelspel
| toernooi            | 2008 | 2009 | 2010 | 2011 | 2012 | 2013 | 2014 | 2015 | 2016 | 2017 | 2018 | 2019 | 2020 | 2021 | 2022 | 2023 |
| ------------------- | ---- | ---- | ---- | ---- | ---- | ---- | ---- | ---- | ---- | ---- | ---- | ---- | ---- | ---- | ---- | ---- |
| grandslamtoernooien |      |      |      |      |      |      |      |      |      |      |      |      |      |      |      |      |
| Australian Open     | –    | 1R   | 4R   | 2R   | 1R   | 3R   | 2R   | 4R   | 1R   | 1R   | –    | –    | –    | –    | –    | –    |
| Roland Garros       | 1R   | 2R   | 3R   | 3R   | 1R   | 1R   | 2R   | 1R   | 3R   | 1R   | 1R   | –    | –    | –    | –    | –    |
| Wimbledon           | 1R   | 1R   | 3R   | 4R   | 3R   | 1R   | 2R   | 1R   | 1R   | 2R   | 3R   | 2R   | g.t. | –    | 2R   | 1R   |
| US Open             | 1R   | HF   | 4R   | 2R   | 2R   | 1R   | 1R   | 2R   | 1R   | 2R   | 1R   | –    | 1R   | –    | –    | 2R   |
| Premier Mandatory   |      |      |      |      |      |      |      |      |      |      |      |      |      |      |      |      |
| Indian Wells        | –    | 2R   | 4R   | HF   | 2R   | 3R   | 2R   | 2R   | 2R   | 2R   | 2R   | –    | –    | –    | –    | –    |
| Miami               | –    | 1R   | KF   | 2R   | 4R   | 2R   | 1R   | 1R   | 3R   | 1R   | –    | –    | –    | –    | –    | –    |
| Madrid              | g.t. | –    | –    | 1R   | 2R   | 1R   | –    | –    | 1R   | –    | –    | –    | –    | –    | –    | –    |
| Peking              | l.c. | 1R   | 1R   | –    | 1R   | –    | –    | –    | 2R   | –    | –    | –    | –    | –    | –    |      |
| Statistieken        |      |      |      |      |      |      |      |      |      |      |      |      |      |      |      |      |
| titels per jaar     | 0    | 2    | 1    | 0    | 0    | 0    | 0    | 2    | 1    | 0    | 0    | 0    | 0    | 0    | 0    | 0    |
| eindejaarsranking   | 69   | 16   | 23   | 26   | 23   | 59   | 67   | 49   | 52   | 112  | 113  | 152  | 165  | 339  | 328  |      |

### Dubbelspel
| toernooi            | 2008 | 2009 | 2010 | 2011 | 2012 | 2013 | 2014 | 2015 | 2016 | 2017 | 2018 | 2019 | 2020 | 2021 | 2022 | 2023 |
| ------------------- | ---- | ---- | ---- | ---- | ---- | ---- | ---- | ---- | ---- | ---- | ---- | ---- | ---- | ---- | ---- | ---- |
| grandslamtoernooien |      |      |      |      |      |      |      |      |      |      |      |      |      |      |      |      |
| Australian Open     | –    | 1R   | 2R   | 1R   | –    | 2R   | 1R   | 1R   | 1R   | 1R   | –    | –    | –    | –    | –    | –    |
| Roland Garros       | 1R   | 1R   | –    | –    | 1R   | –    | 1R   | 1R   | 1R   | 2R   | –    | –    | 1R   | –    | –    | –    |
| Wimbledon           | –    | 2R   | 1R   | –    | 1R   | 2R   | 1R   | –    | 2R   | –    | –    | –    | g.t. | –    | 1R   | –    |
| US Open             | 1R   | 1R   | 1R   | –    | –    | 1R   | 1R   | –    | 1R   | –    | –    | –    | –    | –    | 1R   | 2R   |
| statistieken        |      |      |      |      |      |      |      |      |      |      |      |      |      |      |      |      |
| titels per jaar     | 0    | 0    | 0    | 0    | 0    | 1    | 0    | 0    | 1    | 0    | 1    | 0    | 0    | 0    | 1    | 1    |
| eindejaarsranking   | 149  | 89   | 168  | 183  | 1123 | 122  | 207  | 902  | 139  | 142  | 142  | 94   | 99   | 310  | 154  |      |

### Gemengd dubbelspel
| toernooi        | 2010 |
| --------------- | ---- |
| Australian Open | –    |
| Roland Garros   | –    |
| Wimbledon       | 1R   |
| US Open         | –    |

## Trivia
In 2022 nam Wickmayer deel aan het tv-programma The Masked Singer als "Roos". Zij viel af in de eerste aflevering.